# Лещина обыкновенная
Лещи́на обыкнове́нная, или Оре́шник, или Лесно́й оре́х (лат. Córylus avellána) — вид листопадных деревянистых кустарников и деревьев рода Лещина (Corylus) семейства Берёзовые (Betulaceae).
Типовой вид рода.

## Распространение и среда обитания
В природе ареал вида охватывает всю Европу, Кавказ и Средний Восток. Самые северные естественные местообитания лещины обыкновенной, где она образует наиболее обширные заросли, находятся в Норвегии, за Полярным кругом, в природном резервате Престегордсскуген, расположенном вблизи 68° с. ш., а отдельные менее значительные по занимаемой площади — даже несколько севернее данного резервата. Культивируется повсеместно.
В России — в европейской части в лесной зоне, в лесостепи, в степной зоне.
Произрастает в широколиственных, смешанных и хвойных лесах в виде подлеска, часто на опушках, пышно разрастается на вырубках, пожарищах, иногда образует чистые заросли на месте сведённых лесов. В горах встречается вплоть до границы лесной растительности, на Кавказе поднимается до 2100—2300 м над уровнем моря. В степной зоне распространена в дубравах, зарослях кустарников, по берегам рек и озёр, на склонах холмов и в степных балках вместе с тёрном (Prunus spinosa), крушиной ольховидной (Frangula alnus), боярышником однопестичным (Crataegus monogyna), татарским клёном (Acer tataricum) и полевым клёном (Acer campestre), калиной обыкновенной (Viburnum opulus), кизилом кровяно-красным (Cornus sanguinea), шиповником (Rosa) и другими растениями. Иногда образует чистые заросли. Довольно обычна в сложных борах.
Обладает исключительной способностью размножаться корневыми отпрысками, благодаря чему очень быстро занимает лесные вырубки и в лесном хозяйстве считается сорным растением.
Теневынослива, избегает открытых и припекаемых южных склонов. В зимы с продолжительными сильными морозами вымерзает.
Требовательна к плодородию почв — успешно растёт на богатых известьсодержащих почвах умеренной и повышенной влажности, на глубоких и рыхлых горных бурых почвах, на чернозёмах, деградированных чернозёмах, серых лесных почвах дубрав, на наиболее богатых подзолистых почвах и на аллювиальных почвах в долинах рек и ручьёв. На бедных песчаных и заболоченных сфагново-торфяных почвах не встречается.

## Ботаническое описание

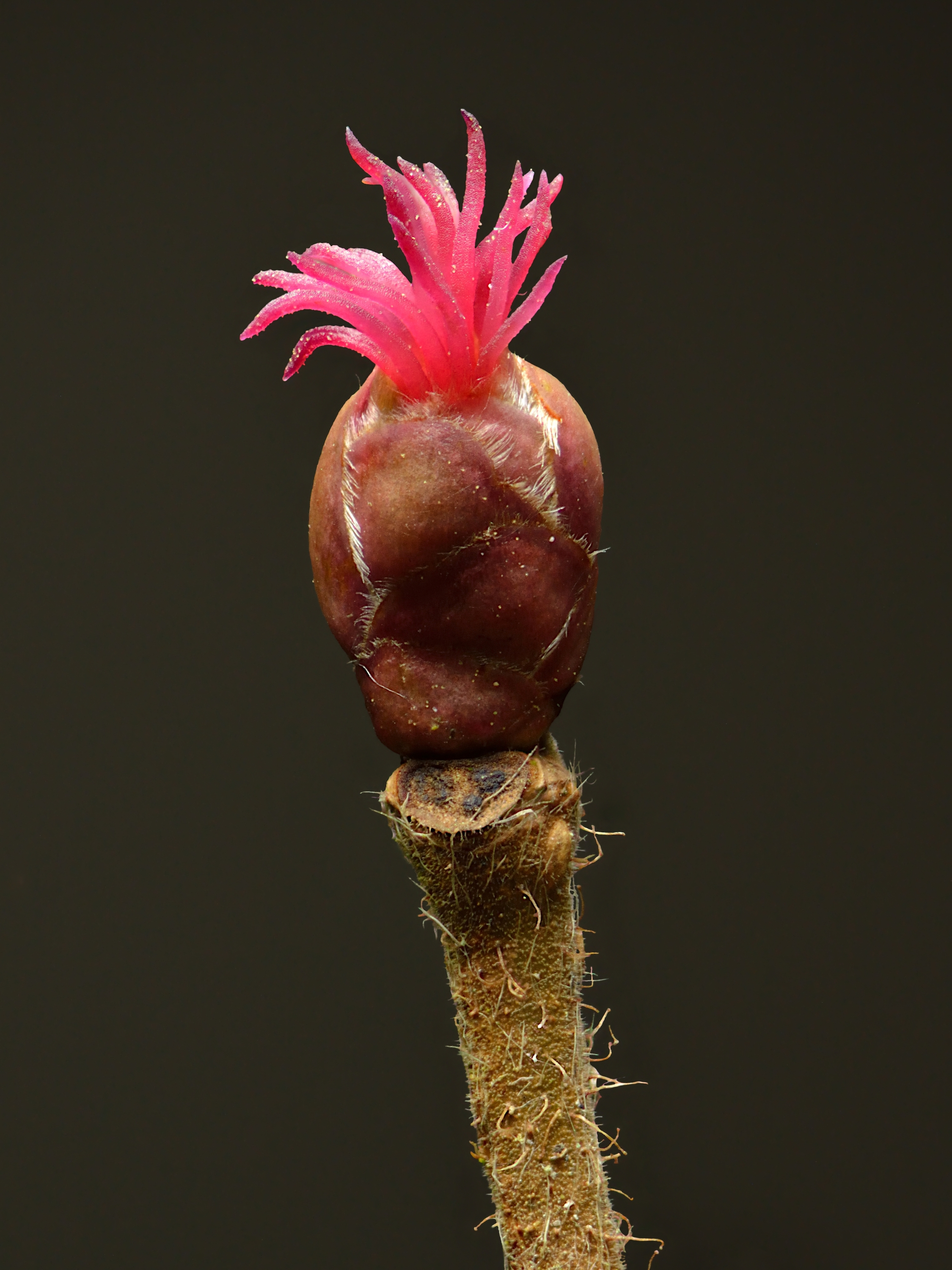
Бутон с женскими цветками крупным планом

Кустарник высотой 2—5 (до 7) м, иногда растущий древовидно; крона яйцевидная или плоско-шаровидная. Кора стволов гладкая, светлая, коричневато-серая, поперечно-полосатая; побегов — буровато-серая, опушённая, желёзисто-волосистая. Корневая система поверхностная, мощная. Сперва развивается стержневой корень, к третьему году идёт образование боковых, мощных узловатых корней. Один из боковых корней обычно более мощный и длинный.

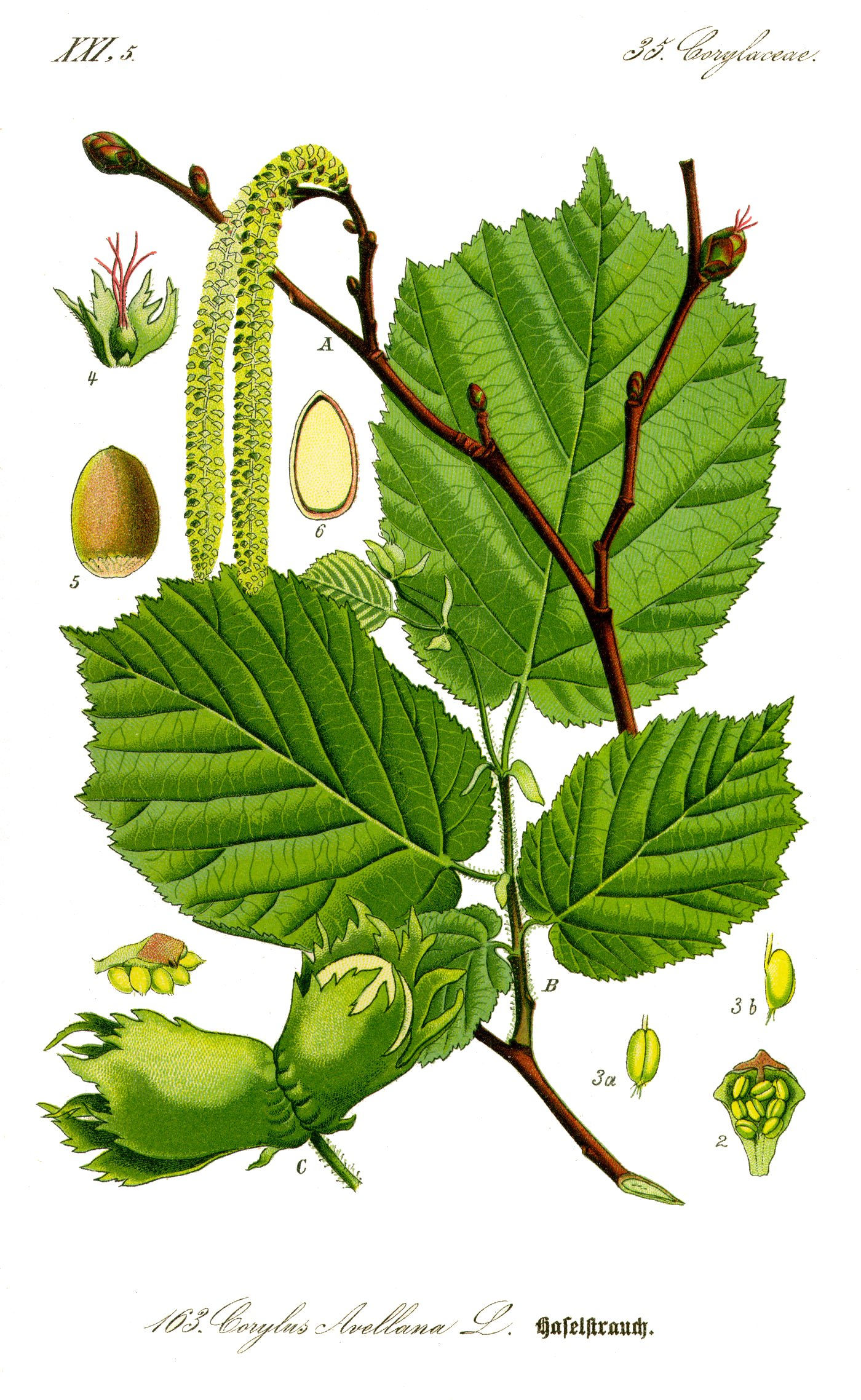

Почки отстоящие, яйцевидные или округлые, слегка сжатые, длиной до 5 мм, красновато-бурые, голые или тонко опушённые, по краю реснитчатые. Листья округло-обратнояйцевидные, округлые, иногда округло-яйцевидные или овальные, длиной 6—12 см, шириной 5—9 см, у вершины обычно суженные в остриё или коротко заострённые, иногда усечённые с насаженным остриём, в основании сердцевидные, неправильно дважды-зубчатые, в верхней части обычно с пятью—шестью крупными лопастевидными зубцами, сверху тёмно-зелёные, матовые, снизу зелёные; молодые рассеянно опушённые, позже сверху голые, а снизу опушённые главным образом по жилкам. Черешки желёзисто-щетинистые, длиной 7—17 мм. Прилистники продолговато-яйцевидные, тупые, волосистые, рано опадающие. Листья распускаются в конце марта на юге и в мае на севере.
Мужские цветки в повислых многоцветковых серёжках длиной до 5 см, женские — по два в пазухах чешуй из сросшихся прицветничков. В мужских цветках по четыре раздвоенных тычинки, сросшихся с кроющей густоопушённой чешуёй, в женских — слаборазвитый околоцветник, пестик с нижней завязью и два прицветничка. Пыльники голые, сверху с пучком волосков. Цветение до распускания листьев в феврале — апреле, этот момент принимается за точку отсчёта в фенологическом календаре цветения растений. Соцветия полностью формируются в предшествующий цветению вегетационный сезон. Пыльца переносится ветром.
Плоды — односемянные орехи с плотной скорлупой, окружённые листовидной зелёной плодовой обёрткой (плюской) из разросшихся прицветничков, скучены по два—пять, иногда одиночные. Плюска светло-зелёная, бархатисто опушённая, широкобокаловидная или колокольчатая, открытая, почти одной длины с орехом, состоит из двух неправильно рассечённо-лопастных листочков. Орех почти шаровидный или несколько удлинённый, длиной 18 мм, диаметром 13—15 мм, от светло- до тёмно-коричневых. Плодоношение в августе — сентябре, реже в конце июля. В 1 кг 870 плодов. Средняя урожайность 1 гектара сада в 600 кустов около 900 кг. Урожайные годы чередуются с малоурожайными, в отдельные годы плодов не бывает совсем. Орехи имеют хорошую всхожесть, следующей весной, как правило, прорастают. Сеянцы начинают плодоносить на 5—10-й год.
Лещина морозостойкая культура, она может выдерживать температуру до −40 °C. Более взрослые растения устойчивы к засухе.
В природе размножается преимущественно вегетативным путём: корневыми отпрысками и пнёвой порослью.
Общая продолжительность жизни растения 60—80, до 100 лет.

## Хозяйственное значение и применение
Растение используют и культивируют с древнейших времён как орехоплодное растение. Лесные орехи содержат около 58—71 % жиров, 14—18 % хорошо усваиваемых белков, 2—5 % сахара, витамины группы В и Е, соли железа. Ядра используют в пищу сырыми, сушёными и поджаренными (калёными), употребляют в кондитерской и других отраслях пищевой промышленности; из них делают халву, конфеты, шоколад и другие продукты; из сухих — питательную муку. Особенно много сладостей из них готовят на Кавказе. Из свежих орехов растиранием их с небольшим количеством воды делают «молочко» и «сливки», обладающие высокой питательностью и рекомендуемые ослабленным больным. Из поджаренных орехов готовят напиток, напоминающий кофе. Орехи используют в производстве ликёров. Из семян выжимают масло, напоминающее миндальное, — одно из лучших растительных масел, оно имеет приятный вкус и аромат, питательно, используется в пищу, а также в лакокрасочном и парфюмерном производстве, мыловарении. Жмых, остающийся после отжимания масла, употребляют для приготовления халвы.
Древесина белая со светло-коричневым оттенком, мелкослойная, тяжёлая, твёрдая, но гибкая и легко колющаяся, обладает хорошими механическими свойствами и употребляется для гнутых изделий (мебель, обручи для деревянных бочек, чубуки, рукоятки для сельскохозяйственных орудий, трости, плетение корзин и изгородей и другие изделия). Даёт также хороший уголь, употребляемый для изготовления охотничьего пороха и рисовальных карандашей.
Древесину используют на мелкие столярные и токарные поделки. Ветви заготавливают на корм скоту. Сухой перегонкой из древесины получают лечебную жидкость «Лесовую», которую применяли при экземе и других кожных заболеваниях. Опилки употребляют на Кавказе для осветления уксуса и очищения мутных и грубых вин. Кора содержит более 8 % танинов и пригодна для дубления и окраски кож.
В пределах своего ареала культивируется и как декоративное растение. Ценная кустарниковая порода для полезащитных лесных полос, а также для закрепления склонов, оврагов и откосов. Даёт весной большое количество пыльцы, которую пчеловоды могут заготовлять впрок для зимней подкормки пчёл. Пыльца является аллергеном в сезон опыления, как и сами орехи. Благодаря обильному опадению листьев, богатых солями кальция, повышается почвенное плодородие.

## Классификация

### Таксономия
Вид Лещина обыкновенная относится к роду Лещина (Corylus) семейства Берёзовые (Betulaceae) порядка Букоцветные (Fagales). Кладограмма в соответствии с Системой APG IV по состоянию на декабрь 2023 года:
|  |                          |  |                                   |                                   |           |  | еще 6 семейств | еще 6 семейств |                     |  |                         |  | еще 16 подтвержденных видов и 4 вида, ожидающих подтверждения | еще 16 подтвержденных видов и 4 вида, ожидающих подтверждения |  |
|  |                          |  |                                   |                                   |           |  | еще 6 семейств | еще 6 семейств |                     |  |                         |  | еще 16 подтвержденных видов и 4 вида, ожидающих подтверждения | еще 16 подтвержденных видов и 4 вида, ожидающих подтверждения |  |
|  |                          |  |                                   | порядок Букоцветные               |           |  |                |                | Лещина              |  |                         |  |                                                               |                                                               |  |
|  |                          |  |                                   | порядок Букоцветные               |           |  |                |                | Лещина              |  | 2 внутривидовых таксона |  |                                                               |                                                               |  |
|  | клада Цветковые растения |  |                                   |                                   | Берёзовые |  |                |                | Лещина обыкновенная |  |                         |  |                                                               |                                                               |  |
|  | клада Цветковые растения |  |                                   |                                   |           |  |                |                |                     |  |                         |  |                                                               |                                                               |  |
|  |                          |  | ещё 63 порядка цветковых растений | ещё 63 порядка цветковых растений |           |  |                | еще 5 родов    | еще 5 родов         |  |                         |  |                                                               |                                                               |  |
|  |                          |  |                                   | ещё 63 порядка цветковых растений |           |  |                |                | еще 5 родов         |  |                         |  |                                                               |                                                               |  |

### Синонимы
- Corylus avellana f. atropurpurea Petz. & G.Kirchn.
- Corylus avellana f. aurea Petz. & G.Kirchn.
- Corylus avellana f. laciniata Petz. & G.Kirchn.
- Corylus avellana subsp. memorabilis (Sennen) Sennen
- Corylus avellana subsp. sylvestris Ehrh.
- Corylus avellana var. pendula Goeschke
- Corylus avellana var. sylvestris Aiton
- Corylus grandis Aiton
- Corylus laciniata hort. ex A.DC.
- Corylus sylvestris Salisb.

### Внутривидовые таксоны
В рамках вида выделяют две ботанические разновидности:
- Corylus avellana var. avellana
- Corylus avellana var. pontica (K.Koch) H.J.P.Winkl. — Лещина имеретинская

### Формы и сорта
Сорта лещины обыкновенной получены путём отбора. Для создания сортов путём гибридизации и последующего отбора использовались лещина имеретинская (Corylus pontica) и лещина крупная, или ломбардская (Corylus maxima). Фундуком сегодня называют все сортовые лещины, выращиваемые на плантациях, а также их плоды, хотя первоначально это название применяли исключительно к лещине крупной. Сеянцы сортовых лещин и выращиваемые на них орехи называют полуфундуком.
Большая часть сортов московско-тамбовской селекции краснолистна. Перспективные морозостойкие краснолистные гибридные сорта фундука были получены И. С. Горшковым, А. С. Яблоковым, Р. Ф. Кудашевой, С. Г. Ваничевой и другими.

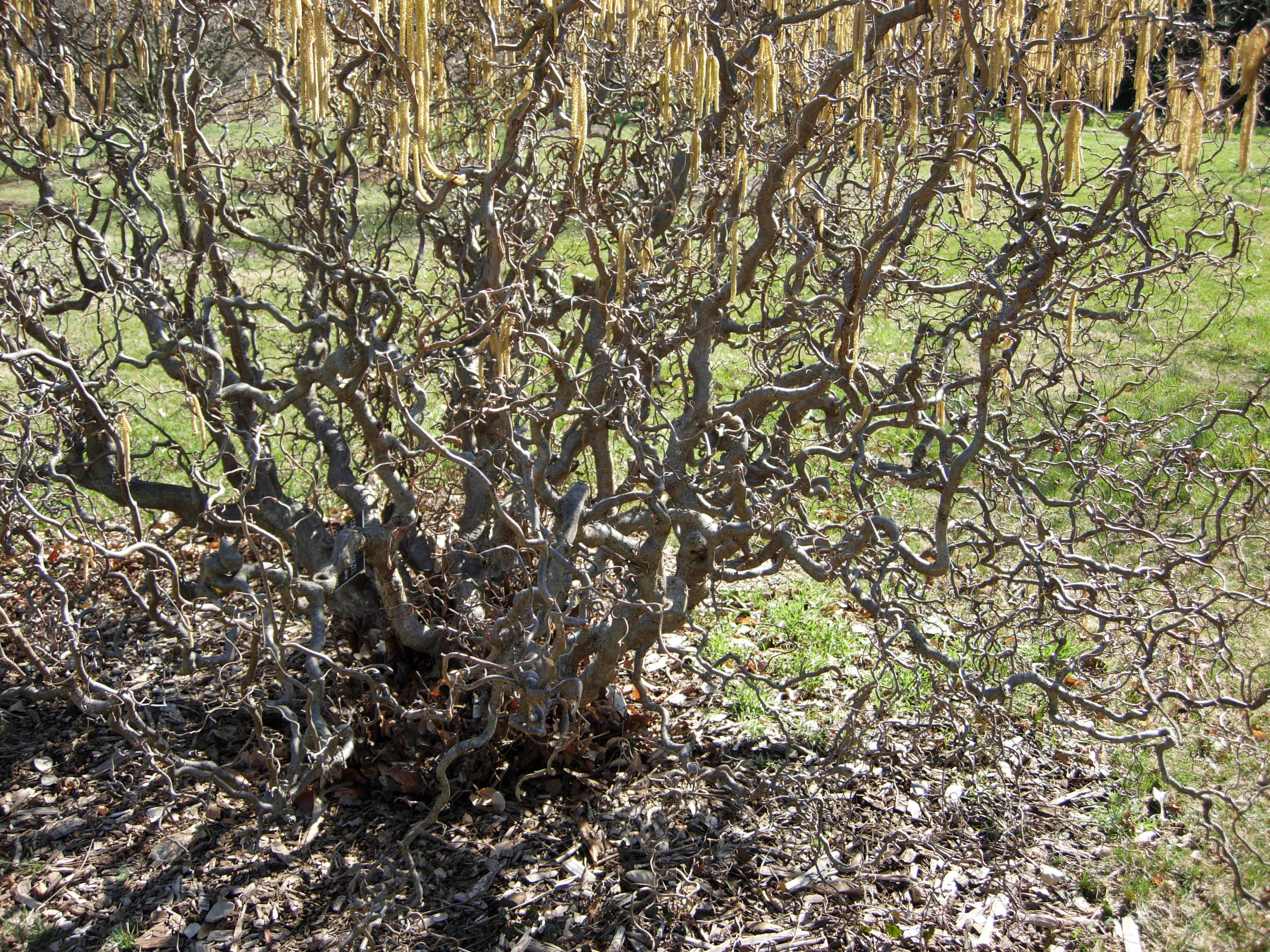
'Contorta'

В ходе культивирования выведен ряд форм (согласно МКБН являются культиварами, но не природными формами, в современной классификации в качестве самостоятельных не выделяются):
- Corylus avellana f. pendula Goeschke — плакучая древовидная.
- Corylus avellana f. albovariegata Schneid. — с бело-окаймлёнными и часто жёлто-пятнистыми листьями.
- Corylus avellana f. atropurpurea Petz & Kirchn. — с красновато-буроватыми листьями.
- Corylus avellana f. aurea Petz & Kirchn. — с золотисто-жёлтыми или жёлто-зелёными листьями и желтоватыми ветвями.
- Corylus avellana f. aureomarginata Schneid. — с жёлто-окаймлёнными листьями.
- Corylus avellana f. laciniata Petz & Kirchn. — с листьями, глубоко надрезанными на остроконечные лопасти.
- Corylus avellana f. quercifolia Petz & Kirchn. — с удлинёнными листьями, имеющими широкие тупые лопасти и напоминающими листья дуба.
- Corylus avellana f. zimmermannii Hahne — с воронковидно свёрнутыми листьями.
- 'Contorta'. Мужская форма. В условиях средней полосы России высота до 1,5—2 м, в более тёплых областях до 4 м. Ширина, как правило, равна высоте. Побеги искривлённые, сильно закрученные. Листья сильно морщинистые. Растёт медленнее большинства форм. Декоративность летом низкая, с осени до распускания листьев высокая. Обрезку рекомендуется производить поздней весной, оставляя только несколько наиболее эффектных побегов. Этот сорт, как правило, продаётся в привитой форме, поэтому корневые отпрыски удаляют. Зоны зимостойкости от 4 до 8[11][12].

Некоторые сорта, выращиваемые в европейской части России
- 'Алида'
- 'Академик Яблоков' (syn.: 'Память Яблокова')
- 'Екатерина'
- 'Исаевский'
- 'Маша'
- 'Московский Рубин'
- 'Первенец'
- 'Пушкинский Красный'
- 'Ивантеевский Красный'
- 'Московский Ранний'
- 'Кудрайф'
- 'Пурпурный'
- 'Сахаристый'
- 'Сахарный'
- 'Северный 42'
- 'Северный 31'
- 'Северный 9'
- 'Северный 14'
- 'Северный 40'
- 'Смолин'
- 'Тамбовский ранний'
- 'Тамбовский поздний'
- 'Лентина'
- 'Лена'
- 'Адыгейский 1'
- 'Панахесский'
- 'Черкесский 2' (syn.: 'Черкесский Круглый', 'Шапсугский', 'Керасундский Круглый', 'Кичмайский', 'Адыгейский')
- 'Кубань'
- 'Перестройка'
- 'Римский'
- 'Футкурами'

| |  |  |  |  |
| Слева направо: Листья. Тычиночные серёжки и бутон с женскими цветками. Зелёные орехи. Зрелые, очищенные орехи. Семена. |  |  |  |  |